# Komkommersoep

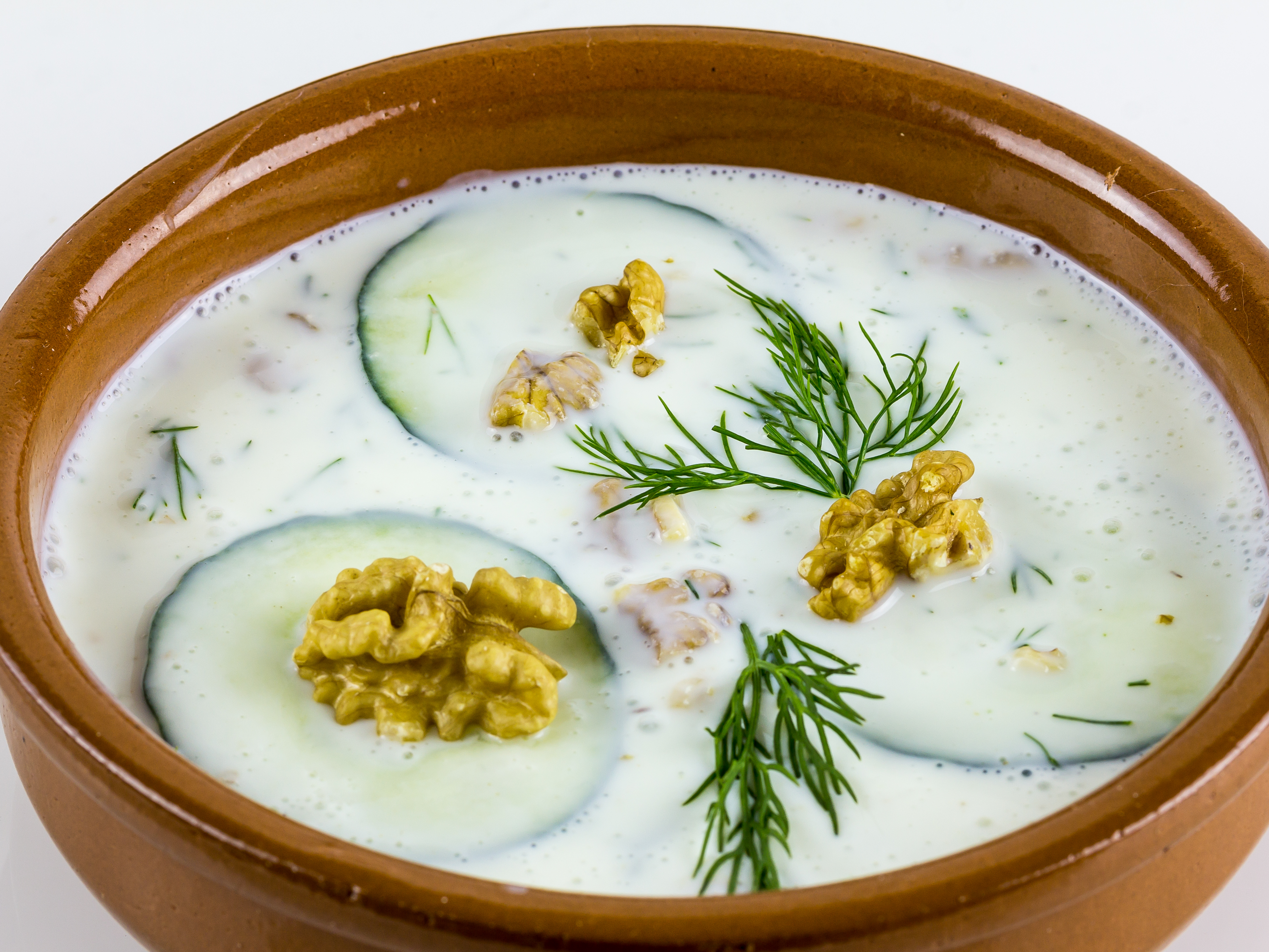
Koude komkommersoep

Komkommersoep is een soep waarin komkommer het hoofdingrediënt vormt, doorgaans in combinatie met bouillon of water. Er bestaan diverse varianten, zowel koude als warme. Voorbeelden van koude komkommersoepen zijn gazpacho, okrosjka en tarator. Een recept voor een warme komkommersoep is onder meer te vinden in het negentiende-eeuwse kookboek De ervaren kok.

## Trivia
- Johannes Kneppelhout, onder meer bekend van zijn reisverhalen, at in Courmayeur komkommersoep met Parmezaanse kaas.[2]